# Charaxes hollandii
Charaxes hollandii är en fjärilsart som beskrevs av Butler 1893. Charaxes hollandii ingår i släktet Charaxes och familjen praktfjärilar. Inga underarter finns listade i Catalogue of Life.